# Mauro Carvalho Júnior
Mauro Carvalho Júnior (Bauru, 8 de maio de 1958) é um administrador, empresário e político brasileiro filiado ao Partido Renovação Democratica (PRD).
Foi secretário-chefe da Casa Civil na gestão Mauro Mendes, onde permaneceu até março de 2022. Primeiro suplente do mandato de Wellington Fagundes, tornou-se senador por Mato Grosso, em razão de uma licença médica do titular, entre 5 de julho e 3 de novembro de 2023.